# Paul-Émile Victor
Paul-Emile Victor (Ginevra, 28 giugno 1907 – Bora Bora, 7 marzo 1995) è stato un esploratore ed etnologo francese.
Dopo la seconda guerra mondiale, è stato organizzatore della Expéditions polaires françaises, la prima spedizione francese al Polo Nord; in seguito dirigerà oltre trenta spedizioni in Groenlandia ed Antartide. Si è laureato presso École centrale de Lyon.

## La vita
Figlio di un'agiata famiglia francese, il padre Eric e la madre Laure Victor possedevano un'azienda produttrice di pipe, a Lons-le-Saunier. Frequentò la Scuola nazionale della marina mercantile (1928) ed in seguito l'Istituto Etnologico di Parigi (1933).
Dal 1934 fu direttore del Museo etnografico del Trocadero al centro dell'esposizione universale del 1937.
Dal 1947 al 1974 si dedica principalmente all'attività di organizzatore di spedizioni nelle terre artiche. In riconoscimento alle sue capacità, il Monte Victor, nelle montagne belghe dell'Antartide viene nominato in suo onore.
Dal 1974 si dedica alla difesa dell'uomo e dell'ambiente. Nel 1977 si stabilisce con la famiglia nella Polinesia francese.